# La Asunción, Puebla
La Asunción är en ort i Mexiko.   Den ligger i kommunen Tehuacán och delstaten Puebla, i den sydöstra delen av landet, 220 km sydost om huvudstaden Mexico City. La Asunción ligger 1 315 meter över havet och antalet invånare är 125.
Terrängen runt La Asunción är kuperad åt nordväst, men åt sydost är den platt. Runt La Asunción är det tätbefolkat, med 427 invånare per kvadratkilometer. Närmaste större samhälle är Tehuacán, 12,1 km nordväst om La Asunción. Trakten runt La Asunción består till största delen av jordbruksmark.